# Душан Смиљанић
Душан Дуја Смиљанић (Јабучје, 1893— Јагоштица, 1945) био је српски официр. У Првом светском рату је био учесник пробоја Солунског фронта и носилац Албанске споменице. Као капетана војске Краљевине Југославије Други светски рат га је затекао на граници.

## Биографија
У јуну 1941. године ступио је под команду ђенерала Драже Михаиловића, где је у чину капетана ЈВуО, био је командант Гружанског четничког одреда до краја 1941. године, 1. шумадијског корпуса до пролећа 1944. и шумадијског јуришног корпуса, у чину потпуковника. Са Гружанским четничким одредом је ослободио Горњи Милановац 28. септембра 1941. године и заробио војнике које је спровео на Равну Гору.
Дочекао је војну савезничку мисију и официре Алберта Сајца, Била Хадсона и Валтера Менсфилда у селу Каменица код Груже 24. новембра 1943. године.
На територији Србије био је све време до одласка у Босну крајем октобра 1944. године, када је са Вучијака 13. априла 1945. године кренуо кроз Босну, да би се преко Дрине вратио у Србију.
Од 11. маја 1945. године Шумадијски јуришни корпус био је заштитница врховне команде, преживевши босанску голготу и после борби са партизанима на Зеленгори 13. маја 1945. године у покушају да пређе Дрину, пуковник Душан Смиљанић је погинуо, док је потпуковник Драгутин Кесеровић ухваћен.

## Одликовања
- Орден Карађорђеве звезде са мачевима IV реда (1943)[3]